# 伯爵宮展覽中心
伯爵宮展覽中心（英語：Earls Court Exhibition Centre）曾是位於英格蘭倫敦的一座國際級大型展覽與活動場地。在其巔峰時期，據說每年為經濟帶來達20億英鎊的營收。該中心取代了最初於1887年開放的展覽與娛樂場地，並由美國專門建築師C·霍華德·克蘭於1935年至1937年間建造了一座摩登流線型建築的建築。在倫敦市長鮑里斯·強森積極支持下，為了實現歐洲「最大重建計畫」的目標，該建築的文物保護提案被拒絕。2008年，開發商取得該建築後向英格蘭遺產委員會申請並獲得了免列入文物清單證明（Certificate of Immunity from Listing），此建築最終於2017年被完全拆除。
該展覽中心位於伯爵宮，跨越肯辛頓和車路士區與哈默史密斯和富勒姆區的邊界，是倫敦最大規模的展覽場地之一，由兩個倫敦地鐵站提供服務——其中一個是伯爵宮站，特別設有一條供展覽訪客通行的隧道，在後期還與希斯洛機場設有直通連接。娛樂場的創辦人是來自里茲的企業家約翰·R·惠特利（John R. Whitley），首場活動的主打節目為水牛比爾的美國秀（American Show），吸引了維多利亞女王及之後多位皇室成員觀賞。 隨後又舉辦了許多展覽，代表的國家包括加拿大、法國與印度等。
數十年來，伯爵法院展覽中心一直被廣泛認為是倫敦乃至全英國首屈一指的展覽場地，舉辦過皇家史密斯菲爾德畜牧展、皇家大會操、英國國際車展、倫敦船展、理想家居展、葛培理布道大會、全英音樂獎（至2010年止）、克魯夫茲狗展，以及其他如大型歌劇演出、流行音樂演唱會等活動。此外也承辦了上百場貿易展覽，例如倫敦書展。 此場地亦曾是1948年與2012年奧運的比賽場地之一。

## 歷史

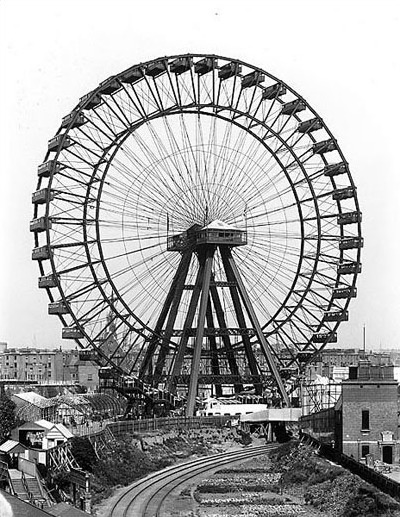
1894 年於伯爵法院設立的巨型摩天輪

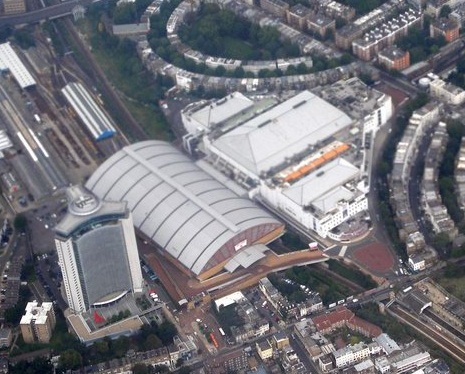
2008 年伯爵法院空拍圖，左至右分別為Empress State Building、伯爵法院二館與一館

在 1887 年之前，伯爵宮地區原本是附屬於伯爵法院莊園的農地。隨著多家鐵路公司的進駐，以及在倫敦地鐵尚未與全國鐵路系統分離之前，鐵路軌道形成了一個三角區域，該地因此被困為「廢地」。後來由企業家約翰·羅賓森·惠特利（John Robinson Whitley）將此地規劃為展演用地，自 1887 年起持續五年，推動教育與娛樂的引入。雖然惠特利未能從中獲利，但他的遠見為伯爵法院日後的發展奠定了方向。
1895 年，為了伊姆雷·奇拉菲（Imre Kiralfy）所主辦的印度帝國展覽，興建了一座摩天輪「巨輪」（Great Wheel）。在展場媒體中心內曾設有一塊紀念牌匾，記載這些歷史事實，並指出曾隱居的維多利亞女王偶爾會前來觀展。奇拉菲也興建了可容納六千人的鄰近場館「帝后大廳」，並將伯爵法院展區改建成 1893 年芝加哥白城（White City）風格的建築群，作為世界哥倫布紀念博覽會的一部分；他後來於 1908 年創建了位於鄰近的倫敦白城。
1935 年，伯爵法院被出售，新業主決定興建一座國際級展覽中心，設有室內水池，並意圖在規模上超越鄰近的奧林匹亞展覽中心，成為歐洲體積最大的建築。然而，該計畫未能完全如預期，最終出現預算超支與延宕完工的情況。該建築由美國專精劇院設計的建築師C·霍華德·克蘭（C. Howard Crane）操刀設計，共兩層樓，展場面積逾 40,000 平方公尺。伯爵法院展覽中心最終於 1937 年 9 月 1 日正式對外開放，以巧克力與糖果展為首展。 隨後接續舉辦了英國國際車展與商用車展等活動。儘管施工後期問題不斷，該專案最終仍以150萬英鎊完工。
伯爵法院的核心設施之一是其室內水池（又稱「湖」），水池面積為60公尺 × 30公尺。該池每次使用需耗費4天注水與4天排水，共需注入225萬加侖的水。為避免對當地供水系統造成過大壓力，所有注排水作業僅能於夜間進行。水池上方設有750噸重的可收納式三段式地板，未使用水池時會以水壓機降下覆蓋地板。 該水池曾用於展示水上交通工具，最後一次使用為2011年理想家居展（Ideal Home Show）。
伯爵宮站的沃里克路（Warwick Road）出口曾新建一座入口，方便觀眾進入展覽中心，並設有連接區域線與皮卡迪利線的地下通道直通展館。不過，隨著新館「伯爵法院二館」（Earls Court Two）完工並擴大容納能力後，該通道於1990年代關閉。新館的設立旨在對抗伯明翰的國家展覽中心（NEC）。

### 伯爵法院二館
1985 年，當時的業主鐵行輪船公司（P&O 公司）為了與全國各地的展覽場地競爭（如伯明翰的 NEC），決定擴建原有場地，以滿足急劇成長的展覽空間需求。
伯爵法院二館興建於倫敦地鐵與英國國鐵軌道之上，以及原先用作莉莉橋工程鐵路維修場（Lillie Bridge Engineering and Railway Depot）的大量棚屋所在之地（位於漢默史密斯與富勒姆區）。此館耗資1億英鎊建成，採用拱形屋頂設計，與一館相連，擁有 17,000 平方公尺無柱式開放空間，最多可容納 10,750 人。該館於1991年10月17日由威爾斯王妃黛安娜主持開幕，首場活動為倫敦車展（London Motorfair）。此後，原有展館有時被稱為「伯爵法院一館」（Earls Court One）。1994年8月5日至14日，二館舉辦了阿迦汗每日出席的英國伊斯瑪儀派穆斯林宗教集會，為歷來最大規模的活動之一。
該館於2015年由Capco Plc 拆除。

### 關閉
隨著觀眾人數下滑，以及展場於2008年售予新成立的開發團隊，伯爵法院展覽館關閉與重建的保密計畫陸續展開。2013年，該地所屬的兩區政府核准了一項整體計畫，將拆除伯爵法院、周邊的公共住宅、零售商店與歷史性的莉莉橋維修場，轉而興建由建築師泰瑞·法雷爾（Terry Farrell）構思的四個都市新「社區」，預計將於2033年完成。2014年12月，隨著場館於同年12月13日關閉，拆除工程隨即展開。 該場地的最後一場活動是英倫搖滾樂團孟買腳踏車俱樂部（Bombay Bicycle Club）的演唱會。 而最後一次在該地進行的轉播活動則是兩天前舉行的2014年BBC音樂獎。截至2025年，原址仍為荒地。

## 外部連結
- 伯爵宮的官方網頁（页面存档备份，存于）